# 奥兰议会
奥兰议会（瑞典語：Ålands Lagting）是芬兰奥兰自治区的立法机关。奥兰议会实行一院制，由30名议员组成。议会任期4年。